# Tour Down Under 2016
El Tour Down Under 2016 va ser la divuitena edició del Tour Down Under. La cursa es disputà entre el 19 i el 24 de gener de 2016, amb un recorregut de 781,3 km dividits en sis etapes. Aquesta va ser la prova inaugural de l'UCI World Tour 2016.
El vencedor final va ser l'australià Simon Gerrans (Orica-GreenEDGE), que es va fer amb el liderat a la fi de la tercera etapa, i ja no el va deixar fins a la fi de la cursa. Richie Porte (BMC Racing Team) acabà finalment en segona posició, a tan sols nou segons de Gerrans. Sergio Henao (Team Sky) completà el podi, vint segons rere Gerrans.
Gerrans també guanyà la classificació dels punts, mentre Sergio Henao (Team Sky) guanyà la classificació de la muntanya i Jay McCarthy (Team Tinkoff) la dels joves. La classificació per equips fou pel Cannondale.

## Equips participants
En tant que el Tour Down Under és una cursa UCI World Tour, els 18 equips UCI ProTeams són automàticament convidats i obligats a prendre-hi part. A banda, són convidats l'equip professional continental australià Drapac Professional Cycling i un combinat de ciclistes australians sota el nom d'UniSA-Australia, per formar un gran grup de 20 equips.
| Núm.  | Codi | Equip                 |
| ----- | ---- | --------------------- |
| 1-7   | BMC  | BMC Racing Team       |
| 11-17 | OGE  | Orica-GreenEDGE       |
| 21-27 | GIA  | Team Giant-Alpecin    |
| 31-37 | SKY  | Team Sky              |
| 41-47 | LTS  | Lotto Soudal          |
| 51-57 | CPT  | Cannondale            |
| 61-67 | TFS  | Trek-Segafredo        |
| 71-77 | TNK  | Team Tinkoff          |
| 81-87 | ALM  | AG2R La Mondiale      |
| 91-97 | AST  | Astana Qazaqstan Team |

| Núm.    | Codi | Equip                       |
| ------- | ---- | --------------------------- |
| 101-107 | KAT  | Team Katusha                |
| 111-117 | FDJ  | FDJ                         |
| 121-127 | MOV  | Movistar Team               |
| 131-137 | IAM  | IAM Cycling                 |
| 141-147 | EQS  | Etixx-Quick Step            |
| 151-157 | TLJ  | Team LottoNL-Jumbo          |
| 161-167 | LAM  | Lampre-Merida               |
| 171-177 | DDD  | Dimension Data              |
| 181-187 | DPC  | Drapac Professional Cycling |
| 191-197 | UNI  | Team UniSA-Australia        |

## Etapes
| Etapa    | Data      | Ciutats d'etapa                         | type                    | Distància (km) | Vencedor de l'etapa | Líder de la general |
| -------- | --------- | --------------------------------------- | ----------------------- | -------------- | ------------------- | ------------------- |
| 1a etapa | 19 de gen | Prospect – Lyndoch                      | etapa plana             | 130,8          | Caleb Ewan          | Caleb Ewan          |
| 2a etapa | 20 de gen | Unley – Stirling (Austràlia Meridional) | etapa accidentada       | 132            | Jay McCarthy        | Jay McCarthy        |
| 3a etapa | 21 de gen | Glenelg – Campbelltown                  | etapa accidentada       | 139            | Simon Gerrans       | Simon Gerrans       |
| 4a etapa | 22 de gen | Norwood – Victor Harbor                 | etapa accidentada       | 138            | Simon Gerrans       | Simon Gerrans       |
| 5a etapa | 23 de gen | McLaren Vale – Willunga                 | etapa de mitja muntanya | 151,5          | Richie Porte        | Simon Gerrans       |
| 6a etapa | 24 de gen | Adelaida – Adelaida                     | etapa plana             | 90             | Caleb Ewan          | Simon Gerrans       |

### 1a etapa
19 de gener. Prospect - Lyndoch, 130,8 km
Etapa plana, amb un sol pas puntuable de muntanya, al km 12,8 i un circuit final al qual es fan tres voltes. En l'esprint final Caleb Ewan (Orica-GreenEDGE) s'imposa a la resta de rivals i aconsegueix el liderat.
|    | Ciclista                 | Equip           | Temps      |
| -- | ------------------------ | --------------- | ---------- |
| 1  | Caleb Ewan (AUS)         | Orica-GreenEDGE | 3h 24' 13" |
| 2  | Mark Renshaw (AUS)       | Dimension Data  | m. t.      |
| 3  | Wouter Wippert (NED)     | Cannondale      | m. t.      |
| 4  | Marko Kump (SLO)         | Lampre-Merida   | m. t.      |
| 5  | Adam Blythe (GBR)        | Team Tinkoff    | m. t.      |
| 6  | Giacomo Nizzolo (ITA)    | Trek-Segafredo  | m. t.      |
| 7  | Ben Swift (GBR)          | Team Sky        | m. t.      |
| 8  | Steele von Hoff (AUS)    | UniSA-Australia | m. t.      |
| 9  | José Joaquín Rojas (ESP) | Movistar Team   | m. t.      |
| 10 | Gregory Henderson (NZL)  | Lotto Soudal    | m. t.      |

|    | Ciclista              | Equip            | Temps      |
| -- | --------------------- | ---------------- | ---------- |
| 1  | Caleb Ewan (AUS)      | Orica-GreenEDGE  | 3h 24' 13" |
| 2  | Mark Renshaw (AUS)    | Dimension Data   | + 4"       |
| 3  | Alexis Gougeard (FRA) | AG2R La Mondiale | m. t.      |
| 4  | Wouter Wippert (NED)  | Cannondale       | + 6"       |
| 5  | Sean Lake (AUS)       | UniSA-Australia  | + 7"       |
| 6  | Marko Kump (SLO)      | Lampre-Merida    | + 10"      |
| 7  | Adam Blythe (GBR)     | Team Tinkoff     | m. t.      |
| 8  | Giacomo Nizzolo (ITA) | Trek-Segafredo   | m. t.      |
| 9  | Ben Swift (GBR)       | Team Sky         | m. t.      |
| 10 | Steele von Hoff (AUS) | UniSA-Australia  | m. t.      |

### 2a etapa
20 de gener. Unley - Stirling, 132,0 km
Etapa amb un recorregut molt similar a l'anterior, amb un port en els primers quilòmetres i un circuit final al qual s'han de donar cinc voltes. Els darrers quilòmetres són amb tendència ascendent. El vencedor d'etapa, i nou líder de la general, fou Jay McCarthy (Team Tinkoff).
|    | Ciclista               | Equip              | Temps      |
| -- | ---------------------- | ------------------ | ---------- |
| 1  | Jay McCarthy (AUS)     | Team Tinkoff       | 3h 26' 40" |
| 2  | Diego Ulissi (ITA)     | Lampre-Merida      | m. t.      |
| 3  | Rohan Dennis (AUS)     | BMC Racing Team    | m. t.      |
| 4  | Danilo Wyss (SUI)      | BMC Racing Team    | m. t.      |
| 5  | Petr Vakoč (CZE)       | Etixx-Quick Step   | m. t.      |
| 6  | Patrick Bevin (NZL)    | Cannondale         | m. t.      |
| 7  | Juan José Lobato (ESP) | Movistar Team      | m. t.      |
| 8  | Sergio Henao (COL)     | Team Sky           | m. t.      |
| 9  | Anthony Roux (FRA)     | FDJ                | m. t.      |
| 10 | Enrico Battaglin (ITA) | Team LottoNL-Jumbo | m. t.      |

|    | Ciclista                          | Equip              | Temps      |
| -- | --------------------------------- | ------------------ | ---------- |
| 1  | Jay McCarthy (AUS)                | Team Tinkoff       | 6h 50' 43" |
| 2  | Diego Ulissi (ITA)                | Lampre-Merida      | + 4"       |
| 3  | Simon Gerrans (AUS)               | Orica-GreenEDGE    | + 5"       |
| 4  | Rohan Dennis (AUS)                | BMC Racing Team    | + 6"       |
| 5  | Reinardt Janse van Rensburg (RSA) | Dimension Data     | + 9"       |
| 6  | Patrick Bevin (NZL)               | Cannondale         | + 10"      |
| 7  | Enrico Battaglin (ITA)            | Team LottoNL-Jumbo | m. t.      |
| 8  | Juan José Lobato (ESP)            | Movistar Team      | m. t.      |
| 9  | Anthony Roux (FRA)                | FDJ                | m. t.      |
| 10 | Tobias Ludvigsson (SWE)           | Team Giant-Alpecin | m. t.      |

### 3a etapa
21 de gener. Glenelg - Campbelltown, 139,0 km
Etapa amb un port de muntanya a manca de tan sols sis quilòmetres pel final de l'etapa. El vencedor fou Simon Gerrans (Orica-GreenEDGE), que s'imposà a l'esprint en un grup de deu corredors.
|    | Ciclista                      | Equip            | Temps      |
| -- | ----------------------------- | ---------------- | ---------- |
| 1  | Simon Gerrans (AUS)           | Orica-GreenEDGE  | 3h 37' 34" |
| 2  | Rohan Dennis (AUS)            | BMC Racing Team  | m. t.      |
| 3  | Michael Woods (CAN)           | Cannondale       | m. t.      |
| 4  | Jay McCarthy (AUS)            | Team Tinkoff     | m. t.      |
| 5  | Steve Morabito (SUI)          | FDJ              | m. t.      |
| 6  | Rafael Valls (ESP)            | Lotto Soudal     | m. t.      |
| 7  | Sergio Henao (COL)            | Team Sky         | m. t.      |
| 8  | Domenico Pozzovivo (ITA)      | AG2R La Mondiale | m. t.      |
| 9  | Richie Porte (AUS)            | BMC Racing Team  | m. t.      |
| 10 | Rubén Fernández Andújar (ESP) | Movistar Team    | m. t.      |

|    | Ciclista                      | Equip            | Temps       |
| -- | ----------------------------- | ---------------- | ----------- |
| 1  | Simon Gerrans (AUS)           | Orica-GreenEDGE  | 10h 28' 12" |
| 2  | Jay McCarthy (AUS)            | Team Tinkoff     | + 3"        |
| 3  | Rohan Dennis (AUS)            | BMC Racing Team  | + 5"        |
| 4  | Michael Woods (CAN)           | Cannondale       | + 11"       |
| 5  | Sergio Henao (COL)            | Team Sky         | + 15"       |
| 6  | Rafael Valls (ESP)            | Lotto Soudal     | + 15"       |
| 7  | Rubén Fernández Andújar (ESP) | Movistar Team    | + 15"       |
| 8  | Steve Morabito (SUI)          | FDJ              | + 15"       |
| 9  | Domenico Pozzovivo (ITA)      | AG2R La Mondiale | + 15"       |
| 10 | Richie Porte (AUS)            | BMC Racing Team  | + 15"       |

### 4a etapa
22 de gener. Norwood - Victor Harbor, 138,0 km
Etapa molt similar a l'anterior, amb un port de muntanya a manca de tan sols vint quilòmetres pel final de l'etapa. El vencedor fou, per segon dia consecutiu, Simon Gerrans (Orica-GreenEDGE), que d'aquesta manera consolida i amplia el liderat.
|    | Ciclista                          | Equip              | Temps      |
| -- | --------------------------------- | ------------------ | ---------- |
| 1  | Simon Gerrans (AUS)               | Orica-GreenEDGE    | 3h 13' 59" |
| 2  | Ben Swift (GBR)                   | Team Sky           | m. t.      |
| 3  | Giacomo Nizzolo (ITA)             | Trek-Segafredo     | m. t.      |
| 4  | Jay McCarthy (AUS)                | Team Tinkoff       | m. t.      |
| 5  | Leigh Howard (AUS)                | IAM Cycling        | m. t.      |
| 6  | Reinardt Janse van Rensburg (RSA) | Dimension Data     | m. t.      |
| 7  | Serguei Lagutin (RUS)             | Team Katusha       | m. t.      |
| 8  | Aleksei Tsatévitx (RUS)           | Team Katusha       | m. t.      |
| 9  | Nathan Haas (AUS)                 | Dimension Data     | m. t.      |
| 10 | Enrico Battaglin (ITA)            | Team LottoNL-Jumbo | m. t.      |

|    | Ciclista                      | Equip            | Temps       |
| -- | ----------------------------- | ---------------- | ----------- |
| 1  | Simon Gerrans (AUS)           | Orica-GreenEDGE  | 13h 41' 58" |
| 2  | Jay McCarthy (AUS)            | Team Tinkoff     | + 14"       |
| 3  | Rohan Dennis (AUS)            | BMC Racing Team  | + 26"       |
| 4  | Sergio Henao (COL)            | Team Sky         | + 28"       |
| 5  | Steve Morabito (SUI)          | FDJ              | + 28"       |
| 6  | Rubén Fernández Andújar (ESP) | Movistar Team    | + 28"       |
| 7  | Domenico Pozzovivo (ITA)      | AG2R La Mondiale | + 28"       |
| 8  | Michael Woods (CAN)           | Cannondale       | + 32"       |
| 9  | Rafael Valls (ESP)            | Lotto Soudal     | + 36"       |
| 10 | Richie Porte (AUS)            | BMC Racing Team  | + 36"       |

### 5a etapa
23 de gener. McLaren Vale - Willunga, 151,5 km
Etapa reina de la cursa, amb final al turó de Willunga, una curta però dura pujada. El vencedor de l'etapa fou l'australià Richie Porte (BMC Racing Team), que s'imposà per tercer any consecutiu en aquest cim. Amb tot, no aconseguí el liderat, ja que es quedà a nou segons de Simon Gerrans.
|    | Ciclista                      | Equip            | Temps      |
| -- | ----------------------------- | ---------------- | ---------- |
| 1  | Richie Porte (AUS)            | BMC Racing Team  | 3h 34' 16" |
| 2  | Sergio Henao (COL)            | Team Sky         | + 6"       |
| 3  | Michael Woods (CAN)           | Cannondale       | + 9"       |
| 4  | Diego Ulissi (ITA)            | Lampre-Merida    | + 17"      |
| 5  | Rafael Valls (ESP)            | Lotto Soudal     | + 17"      |
| 6  | Rubén Fernández Andújar (ESP) | Movistar Team    | + 17"      |
| 7  | Domenico Pozzovivo (ITA)      | AG2R La Mondiale | + 17"      |
| 8  | Simon Gerrans (AUS)           | Orica-GreenEDGE  | + 17"      |
| 9  | Jarlinson Pantano (COL)       | IAM Cycling      | + 17"      |
| 10 | Patrick Bevin (NZL)           | Cannondale       | + 17"      |

|    | Ciclista                      | Equip            | Temps       |
| -- | ----------------------------- | ---------------- | ----------- |
| 1  | Simon Gerrans (AUS)           | Orica-GreenEDGE  | 17h 16' 31" |
| 2  | Richie Porte (AUS)            | BMC Racing Team  | + 9"        |
| 3  | Sergio Henao (COL)            | Team Sky         | + 11"       |
| 4  | Jay McCarthy (AUS)            | Team Tinkoff     | + 20"       |
| 5  | Michael Woods (CAN)           | Cannondale       | + 20"       |
| 6  | Rubén Fernández Andújar (ESP) | Movistar Team    | + 28"       |
| 7  | Domenico Pozzovivo (ITA)      | AG2R La Mondiale | + 28"       |
| 8  | Rafael Valls (ESP)            | Lotto Soudal     | + 36"       |
| 9  | Steve Morabito (SUI)          | FDJ              | + 49"       |
| 10 | Patrick Bevin (NZL)           | Cannondale       | + 50"       |

### 6a etapa
23 de gener. McLaren Vale - Willunga, 151,5 km
Etapa final pels carrers d'Adelaida, amb un circuit al qual donen voltes fins a completar els 90 quilòmetres d'etapa. El vencedor de l'etapa fou l'australià Caleb Ewan (Orica-GreenEDGE), vencedor de la primera etapa d'aquesta edició. En la general no hi hagué canvis i Simon Gerrans s'imposa per quarta vegada al Tour Down Under.
|    | Ciclista                | Equip            | Temps      |
| -- | ----------------------- | ---------------- | ---------- |
| 1  | Caleb Ewan (AUS)        | BMC Racing Team  | 1h 55' 02" |
| 2  | Mark Renshaw (AUS)      | Dimension Data   | m. t.      |
| 3  | Giacomo Nizzolo (ITA)   | Trek-Segafredo   | m. t.      |
| 4  | Adam Blythe (GBR)       | Team Tinkoff     | m. t.      |
| 5  | Aleksei Tsatévitx (RUS) | Team Katusha     | m. t.      |
| 6  | Ben Swift (GBR)         | Team Sky         | m. t.      |
| 7  | Marko Kump (SLO)        | Lampre-Merida    | m. t.      |
| 8  | Davide Martinelli (ITA) | Etixx-Quick Step | m. t.      |
| 9  | Leigh Howard (AUS)      | IAM Cycling      | m. t.      |
| 10 | Wouter Wippert (NED)    | Cannondale       | m. t.      |

|    | Ciclista                      | Equip            | Temps       |
| -- | ----------------------------- | ---------------- | ----------- |
| 1  | Simon Gerrans (AUS)           | Orica-GreenEDGE  | 19h 11' 33" |
| 2  | Richie Porte (AUS)            | BMC Racing Team  | + 9"        |
| 3  | Sergio Henao (COL)            | Team Sky         | + 11"       |
| 4  | Jay McCarthy (AUS)            | Team Tinkoff     | + 20"       |
| 5  | Michael Woods (CAN)           | Cannondale       | + 20"       |
| 6  | Rubén Fernández Andújar (ESP) | Movistar Team    | + 28"       |
| 7  | Domenico Pozzovivo (ITA)      | AG2R La Mondiale | + 28"       |
| 8  | Rafael Valls (ESP)            | Lotto Soudal     | + 36"       |
| 9  | Steve Morabito (SUI)          | FDJ              | + 49"       |
| 10 | Patrick Bevin (NZL)           | Cannondale       | + 50"       |

## Classificacions finals

### Classificació general
|    | Ciclista                      | Equip            | Temps       |
| -- | ----------------------------- | ---------------- | ----------- |
| 1  | Simon Gerrans (AUS)           | Orica-GreenEDGE  | 19h 11' 33" |
| 2  | Richie Porte (AUS)            | BMC Racing Team  | + 9"        |
| 3  | Sergio Henao (COL)            | Team Sky         | + 11"       |
| 4  | Jay McCarthy (AUS)            | Team Tinkoff     | + 20"       |
| 5  | Michael Woods (CAN)           | Cannondale       | + 20"       |
| 6  | Rubén Fernández Andújar (ESP) | Movistar Team    | + 28"       |
| 7  | Domenico Pozzovivo (ITA)      | AG2R La Mondiale | + 28"       |
| 8  | Rafael Valls (ESP)            | Lotto Soudal     | + 36"       |
| 9  | Steve Morabito (SUI)          | FDJ              | + 49"       |
| 10 | Patrick Bevin (NZL)           | Cannondale       | + 50"       |

### Classificacions secundàries
|   | Ciclista            | Equip           | Punts |
| - | ------------------- | --------------- | ----- |
| 1 | Simon Gerrans (AUS) | Orica-GreenEDGE | 51    |
| 2 | Jay McCarthy (AUS)  | Team Tinkoff    | 46    |
| 3 | Caleb Ewan (AUS)    | Orica-GreenEDGE | 38    |

|   | Ciclista            | Equip           | Punts |
| - | ------------------- | --------------- | ----- |
| 1 | Sergio Henao (COL)  | Team Sky        | 38    |
| 2 | Richie Porte (AUS)  | BMC Racing Team | 28    |
| 3 | Michael Woods (CAN) | Cannondale      | 20    |

|   | Ciclista                      | Equip         | Temps       |
| - | ----------------------------- | ------------- | ----------- |
| 1 | Jay McCarthy (AUS)            | Team Tinkoff  | 19h 11' 53" |
| 2 | Rubén Fernández Andújar (ESP) | Movistar Team | + 8"        |
| 3 | Patrick Bevin (NZL)           | Cannondale    | + 30"       |

|   | Equip            | Temps       |
| - | ---------------- | ----------- |
| 1 | Cannondale       | 57h 37' 15" |
| 2 | Movistar Team    | + 9"        |
| 3 | Etixx-Quick Step | + 1' 12"    |

### UCI World Tour
El Tour Down Under atorga punts per l'UCI World Tour 2016 sols als ciclistes dels equips de categoria World Tour.
| Posició               | 1r  | 2n | 3r | 4t | 5è | 6è | 7è | 8è | 9è | 10è |
| Classificació general | 100 | 80 | 70 | 60 | 50 | 40 | 30 | 20 | 10 | 4   |
| Per etapa             | 6   | 4  | 2  | 1  | 1  |    |    |    |    |     |

| #  | Ciclista                      | Equip            | Punts |
| -- | ----------------------------- | ---------------- | ----- |
| 1  | Simon Gerrans (AUS)           | Orica-GreenEDGE  | 112   |
| 2  | Richie Porte (AUS)            | BMC Racing Team  | 86    |
| 3  | Sergio Henao (COL)            | Team Sky         | 74    |
| 4  | Jay McCarthy (AUS)            | Team Tinkoff     | 68    |
| 5  | Michael Woods (CAN)           | Cannondale       | 54    |
| 6  | Rubén Fernández Andújar (ESP) | Movistar Team    | 40    |
| 7  | Domenico Pozzovivo (ITA)      | AG2R La Mondiale | 30    |
| 8  | Rafael Valls (ESP)            | Lotto Soudal     | 21    |
| 9  | Caleb Ewan (AUS)              | Orica-GreenEDGE  | 12    |
| 10 | Steve Morabito (SUI)          | FDJ              | 11    |

## Evolució de les classificacions
| Etapa | Vencedor      | Classificació general | Classificació de la muntanya | Classificació dels esprints | Classificació dels joves | Combativitat                | Classificació per equips |
| ----- | ------------- | --------------------- | ---------------------------- | --------------------------- | ------------------------ | --------------------------- | ------------------------ |
| 1     | Caleb Ewan    | Caleb Ewan            | Sean Lake                    | Caleb Ewan                  | Caleb Ewan               | Alexis Gougeard             | Cannondale               |
| 2     | Jay McCarthy  | Jay McCarthy          | Manuele Boaro                | Caleb Ewan                  | Jay McCarthy             | Adam Hansen                 | Cannondale               |
| 3     | Simon Gerrans | Simon Gerrans         | Sergio Henao                 | Jay McCarthy                | Jay McCarthy             | Laurens De Vreese           | Cannondale               |
| 4     | Simon Gerrans | Simon Gerrans         | Sergio Henao                 | Jay McCarthy                | Jay McCarthy             | David Tanner                | Cannondale               |
| 5     | Richie Porte  | Simon Gerrans         | Sergio Henao                 | Simon Gerrans               | Jay McCarthy             | Reinardt Janse van Rensburg | Cannondale               |
| 6     | Caleb Ewan    | Simon Gerrans         | Sergio Henao                 | Simon Gerrans               | Jay McCarthy             | Maarten Tjallingii          | Cannondale               |
| Final | Final         | Simon Gerrans         | Sergio Henao                 | Simon Gerrans               | Jay McCarthy             |                             | Cannondale               |